# Göndöcs Gergely
Göndöcs Gergely (Budapest, 1976. szeptember 8. –) képregényrajzoló és -író, karikaturista, illusztrátor és reklámgrafikus, a Kretén humormagazin és a Teveclub rendszeres munkatársa.

## Munkásság
Göndöcs Gergely igen fiatalon jelentkezett a Kreténnél, már a 6. számban közölték néhány karikatúráját. Első képregénye a 13. számban volt olvasható, míg kultikus figurája, dr. Sör Kálmán matematikus a 29.-ben tette először tiszteletét.
Karikatúrái és illusztrációi számos egyéb újságban is megjelentek 1994 óta (Hócipő, Tiszta Dili, Dörmögő Dömötör, Garfield, Snoopy), honlapok grafikai munkáit is ellátta (pl. Teveclub, Hotdog), és részt vett a 26 részes Teveclub rajzfilmsorozat készítésében mint figuratervező.
1998-ban Pocak című 4 részes, saját képregény-csíkjait tartalmazó kiadványsorozatot adott ki, amelyet újságárusoknál lehetett kapni. 2008 tavaszán jelent meg a Képes Kiadónál a Dr. Sör Kálmán-történetek gyűjteménye.

## Képregények
- Dr. Sör Kálmán-sorozat
  - Számoljon Ön is Dr. Sör Kálmán matematikussal (Kretén 29, 1998)
  - Dr. Sör Kálmán szilvesztere (Kretén 34, 1998)
  - Dr. Sör Kálmán feleltet (Kretén 37, 1999)
  - Dr. Sör Kálmán a Balatonnál (Kretén 38, 1999)
  - Dr. Sör Kálmán fodrászhoz megy (Kretén 42, 2000)
  - Dr. Sör Kálmán e heti gazdasági kommentárja (Kretén 43, 2000)
  - Dr. Sör Kálmán és a népszámlálás (Kretén 48, 2001)
  - Dr. Sör Kálmán a fogorvosnál (Kretén 63, 2003)
  - Dr. Sör Kálmán a Vidámparkban (Kretén 67, 2004)
  - Dr. Sör Kálmán helyettesít (Kretén 74, 2005)
  - Dr. Sör Kálmán moziba megy (új történet a gyűjteményes kiadáshoz, 2008)
  - Dr. Sör Kálmán életvezetési tanácsai: Borotválkozás (Kretén 100, 2009)
- Egyéb képregények a Kreténben
  - Hirdessen kisfiúval (Kretén 13, 1995)
  - Hogyan ivartalanítsunk házilegyet 4 egyszerű lépésben? (Kretén 22, 1996)
  - Az igazság pillanatai (Kretén 22, 1996 és Kretén 24, 1997)
  - Gulliver elfelejtett kalandjai (Kretén 25, 1997)
  - Nincsen kedd sorozat nélkül (Kretén 30, 1998)
  - Gyorstalpaló futballtanfolyam (Kretén 31, 1998)
  - Hilda néni (Kretén 32, 1998)
  - Hol van a poén? (Kretén 33, 1998)
  - Ezt figyeljétek (Kretén 33, 1998)
  - A nagyon-nagy küldetés (rajzolta Futaki Attila, Kretén 57, 2002)
  - Az ebédszünet (Kretén 58, 2002)
  - Főzőcske gyorsan, egyszerűen (Kretén 69, 2004)
  - Egy csodálatos, teliholdas éjszakán, valahol a XI. kerületben (Kretén 85, 2007)
- Képregények más lapokban és antológiákban
  - Burgonya, az őstehetség (Tiszta Dili 6-9, 1994–1995)
  - Csigáék (Tiszta Dili 10, 1995)
  - Nemzetközi Haspók Olimpia (Tiszta Dili 16, 1996)
  - Zöldövezet (Tiszta Dili 17, 1996)
  - A jég hátán (Tiszta Dili 18-19, 1996–1997)
  - Puzzle (Fekete-Fehér Képregényantológia 5, 2006)
  - Hejhó, hejhó… (Nero Blanco Comix 2, 2008)
  - címlap (Buborékhámozó 6, 2009)
  - Az erdő mélyén (Nero Blanco Comix 5, 2009)
  - Mínuszok (Nero Blanco Comix 6, 2010)
  - Téves (Nero Blanco Comix 7, 2010)

## Önálló kötetek
- Dr. Sör Kálmán, matematikus (Eduárd bemutatja… sorozat, Képes Kiadó, 2008)

## Külső hivatkozások
- Göndöcs Gergely hivatalos honlapja
- Göndöcs Gergely blogja
- Kockafej: Feki és Göndöcs közös rajzos és filmes dagonyája
- A Teveclub honlapja
- A Kretén humormagazin honlapja